# 現代ユーモア文学全集
現代ユーモア文学全集（げんだいユーモアぶんがくぜんしゅう）は、駿河台書房より、1953年・1954年に刊行された現代日本のユーモア文学の選集である。全22巻。
1. 佐々木邦集
2. 中野実集
3. 徳川夢声集
4. 摂津茂和集
5. 源氏鶏太集
6. 宮崎博史集
7. 宇井無愁集
8. 伊馬春部集
9. 鹿島孝二集
10. サトウハチロー集
11. 橘外男集
12. 乾信一郎集
13. 北村小松集
14. 北町一郎集
15. 菅原通済集
16. 石黒敬七集
17. 玉川一郎集
18. 南達彦集
19. 戸川幸夫集
20. コント名作集
21. 佐々木邦集（続）
22. 中野実集（続）